# Serlo II de Hauteville
Serlo II de Altavilla (también conocido como Sarlo, Serlone en italiano y Serlon en francés), nació entre 1027 y 1035 y murió el año 1072 en la batalla épica en las proximidades de Nissoria, concretamente en el lugar que lleva su nombre desde entonces: la "Roca de Sarlo" ("Rocca di Sarlo" ó "Pietra di Serlone" en italiano).
Fue hijo y homónimo de Serlo de Hauteville y de su esposa, la hija y heredera del señor de Pirou, y por tanto nieto de Tancredo de Hauteville.

## Títulos
- I conde de Geraci y señor de Cerami.[3]
- Señor de Serrata y Surito.[4]

## Biografía
Serlone fue un hábil hombre de armas, protagonista de muchas empresas militares, a menudo contra los sarracenos, entre los que era ampliamente conocido por su destreza y valor en combate.
Fue en busca de fortuna al Mezzogiorno, junto con sus numerosos tíos y primos, siguiendo a su tío Ruggero alrededor de 1056. Más tarde, en el año 1060 se encontraba en Calabria, cuando fue nombrado teniente por otro de sus tíos, Roberto Guiscardo. A menudo vivía con su tío Roger, en Mileto, la capital de Calabria.
Ese mismo año se unió a la expedición de Roger I de Sicilia y en 1061 luchó contra los sarracenos en Cabo Faro, impidiendo su retirada a Messina. Esa expedición terminó, sin embargo, en un fracaso.
Serlo acompañó a su tío Roger en su expedición de 1065 como uno de sus comandantes, siendo puesto a cargo de la defensa de la ciudad de Cerami, resistiendo los duros ataques de los sarracenos. Según Malaterra (Cap. 33) «treinta y seis caballeros normandos dirigidos por Serlone se enfrentaron a tres mil caballeros musulmanes, flanqueados por muchos soldados de a pie» ("exceptis peditibus, quorum infinita erat multitudo"). Llegaron otros cien soldados normandos de refuerzo, consiguiendo así derrotar a los sarracenos. Se dijo, después de la batalla, que san Jorge, resplandeciente de luz, había galopado ante los cristianos para guiarlos hacia la victoria.
Después de la batalla de Cerami en la que Serlone se distinguió valientemente, Roberto I le dio a su sobrino el condado de Geraci Siculo, que previamente había conquistado en 1063. 
En 1072, él y su pequeño grupo de seguidores fueron emboscados cerca de Nicosia por un gran ejército sarraceno. Se las arreglaron para subir a la cima plana de una gran roca, donde lucharon hasta el último hombre. La roca se conmemoró con una gran talla de una cruz y fue recordado como la Pietra di Serlone ó Rocca di Sarro, "Rock de Serlo", hasta que fue demolida en la década de 1960 por una empresa de construcción.
Malaterra dice que un día Serlone salvó a un soldado musulmán llamado Ibrahim de una muerte segura, sorprendido por un grupo de cristianos. Ibrahim estaba muy agradecido con el caballero normando por salvarle la vida, tanto que le prometió su lealtad y, sobre todo, advertirle sobre los movimientos de los sarracenos para evitar que su ejército fuera víctima de incursiones sorpresa. En el verano de 1072, Ibrahim informó a Sarlo de que un grupo árabe de 7 caballeros pasaría desde Cerami a Enna. Confiando en el presunto amigo, se dirigió a la razzia sarracena, casi desarmado, acompañado de varios camaradas, pensando que la batalla terminaría con una victoria relámpago. Sin embargo, Ibrahim había traicionado la promesa hecha a Serlone, quien de hecho cerca de Nissoria se encontró con una partida de tres mil árabes, y se encontró rodeado en el valle de Salso, a poca distancia de la confluencia del río Cerami. Aunque aparentemente su fin era inevitable, Serlone no se resignó a morir y trepó a un gran acantilado, para obtener alguna ventaja ante la desigual batalla que se aproximaba. Después de una resistencia valiente, en la que consiguió hacer estragos entre sus enemigos, el caballero cristiano finalmente cayó. Las leyendas posteriores cuentan que los sarracenos se comieron su corazón para incorporar su coraje y que enviaron la cabeza al sultán Tamim ibn al-Mu'izz, quien lo hizo desfilar, clavada en la punta de una pica, en las calles de Mahdia. Desde entonces, el gran acantilado de arenisca en la margen izquierda del Salso (ubicado en el territorio del municipio de Nissoria), en el que los normandos habían tallado una gran cruz, fue llamado por los árabes "Hagar Sârlû", "Rocca" o "Pietra di Serlone ", ‘’Rocca di Sarru’’ en el dialecto local.
En un documento fechado en 1081, Serlone donó varias propiedades ubicadas en Gerace, Soreto y Serrata, en Calabria, a la abadía de la Santísima Trinidad de Mileto.
Se le hizo señor de Geraci, Serrata, Surito y Cerami poco antes de su muerte, pero nunca llegó a tomar el control de sus feudos.
Existe un documento de 1080, profusamente citado en otras fuentes, que le atribuyen a Serlon la donación de unos terrenos a la Abadía de Saint Wandrille, concretamente 3 acres y medio de terrenos colindantes. Pero en realidad se trata de Serlon de Lingievre, que aparece también en los archivos de otros dos monasterios normandos de la época, la Abadía de Saint Vigor de Cerisy y la de Saint Etienne de Caen con otras donaciones.

## Matrimonio y descendencia
Estuvo casado con Altruda, hija de Rudolf de Moulins, conde de Boiano, y tuvo dos hijos:
- Serlo III de Altavilla
- Eliusa de Altavilla

Tras la muerte de Serlone, su viuda fue, por voluntad de Roberto Guiscardo, dada como esposa a otro caballero normando de origen no noble, Ingelmarius, quien heredó todos los feudos del difunto Serlo y fue elevado a noble. Sin embargo, no mucho después, Ingelmarius se rebeló contra Roberto Guiscardo, quien después de derrotarlo, devolvió las posesiones de su padre a la viuda y a los niños.

## Línea de sucesión en el condado de Geraci
| Predecesor: I conde de Geraci | I Conde de Geraci 1066-1072 | Sucesor: Eliusa de Altavilla |